# Mozartbrunnen (Wien)

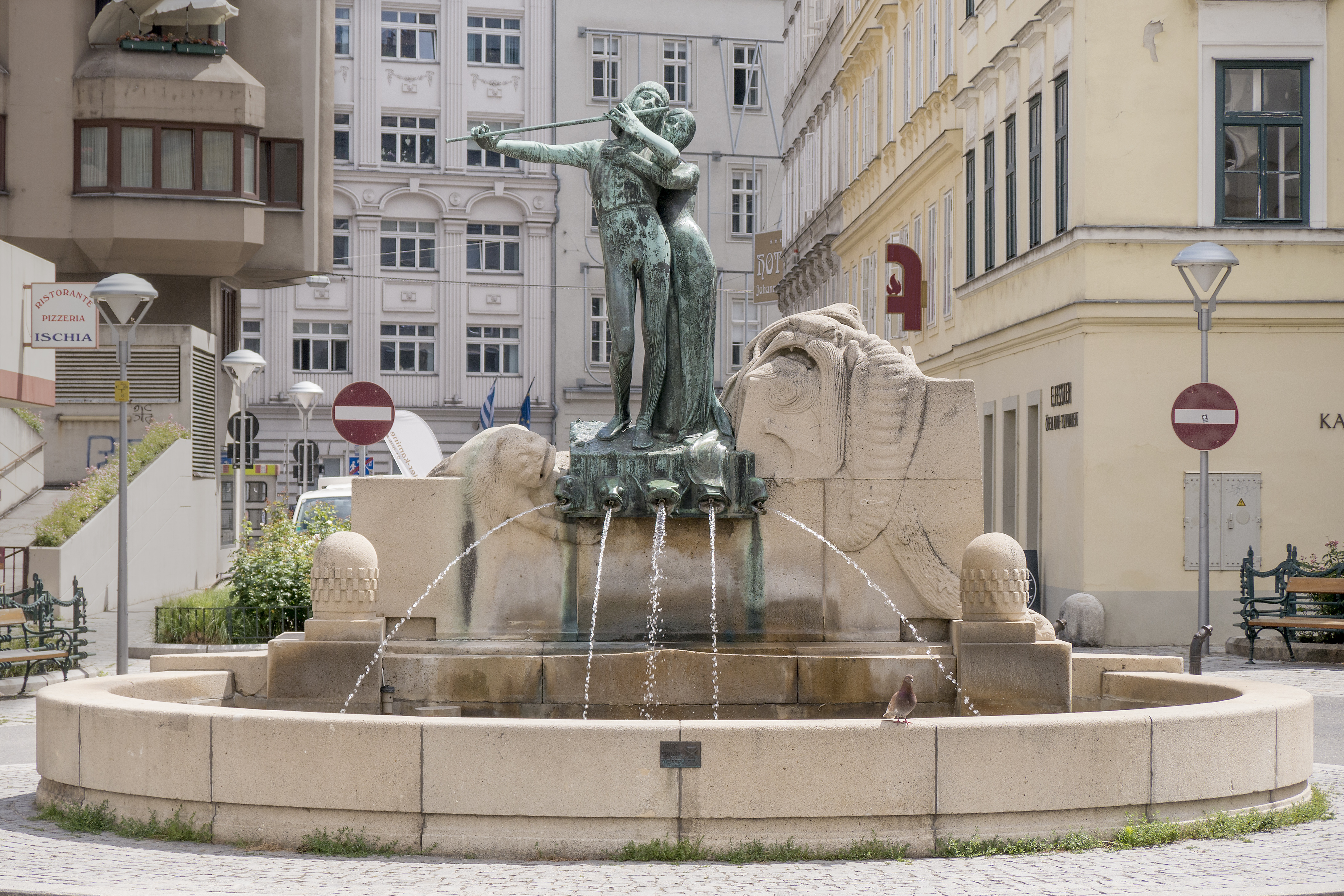
Mozartbrunnen

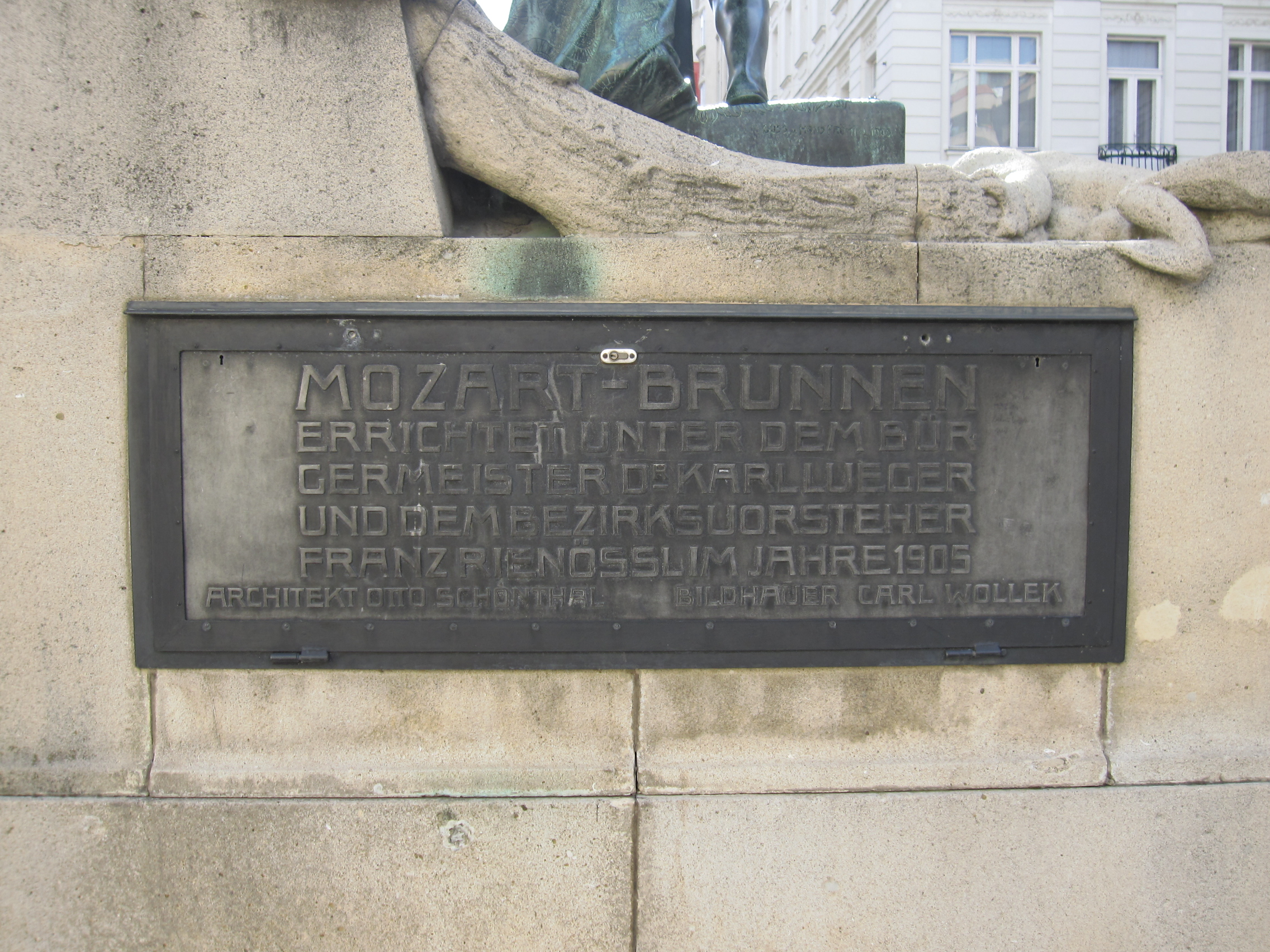
Inschrift an der Rückseite des Brunnens

Der Mozartbrunnen, auch Zauberflötenbrunnen genannt, ist ein Brunnen auf dem Mozartplatz im 4. Wiener Gemeindebezirk Wieden.
Der Brunnen wurde 1905 während der Amtszeit von Bürgermeister Karl Lueger errichtet. Der bereits im Jahr 1900 preisgekrönte Entwurf stammt vom Architekten Otto Schönthal, der ausführende Bildhauer war Carl Wollek. Der Brunnen soll an die Uraufführung von Wolfgang Amadeus Mozarts Oper Die Zauberflöte erinnern, die 1791 im Freihaustheater auf der Wieden stattfand. Die Bronzegruppe zeigt Tamino und Pamina, die Hauptfiguren der Zauberflöte.